# Jasenná (ort i Tjeckien, Zlín)
Jasenná är en ort i Tjeckien.   Den ligger i regionen Zlín, i den östra delen av landet, 270 km öster om huvudstaden Prag. Jasenná ligger 358 meter över havet och antalet invånare är 934.
Terrängen runt Jasenná är huvudsakligen kuperad, men västerut är den platt. Jasenná ligger nere i en dal. Runt Jasenná är det ganska tätbefolkat, med 58 invånare per kvadratkilometer. Närmaste större samhälle är Zlín, 16,5 km väster om Jasenná. I omgivningarna runt Jasenná växer i huvudsak blandskog.